# Айген-им-Энсталь
Айген-им-Энсталь (нем. Aigen im Ennstal) — коммуна (нем. Gemeinde) в Австрии, в федеральной земле Штирия.
Входит в состав округа Лицен. Население составляет 2710 человек (на 1 января 2021 года). Занимает площадь 86,41 км².

## Политическая ситуация
Бургомистр коммуны — Уолтер Кандут (АНП) по результатам выборов 2020 года.
Совет представителей коммуны (нем. Gemeinderat) состоит из 15 мест.
- АНП занимает 8 мест.
- Gemeinsam für Aigen занимает 4 места.
- СДПА занимает 3 места.

## Известные уроженцы
- Давид Коматц (р.1991) — австрийский биатлонист.